# Antichloris chloroplegia
Antichloris chloroplegia är en fjärilsart som beskrevs av Druce 1905. Antichloris chloroplegia ingår i släktet Antichloris och familjen björnspinnare. Inga underarter finns listade i Catalogue of Life.